# Josef Orel
Josef Orel (23. února 1897 – ???) byl český a československý politik Komunistické strany Československa a poúnorový poslanec Národního shromáždění ČSR.

## Biografie
V roce 1948 se uvádí jako rolník a člen ústředního výboru Jednotného svazu českých zemědělců.
Ve volbách roku 1948 byl zvolen do Národního shromáždění za KSČ ve volebním kraji Brno. V parlamentu setrval do listopadu 1952, kdy rezignoval a nahradil ho František Dostál.